# Sara Bak
Sara Bak (født 12. september 1983) er en dansk inline- og skøjteløber.
Sara Bak er Danmarks bedste kvindelige inline speedskater nogensinde. Med flere end 50 DM-titler og flere topplaceringer i udlandet, hun har under flere år boet som fuldtids professionel i Frankrig.
Sara Bak har 2011 sat danmarksrekord på 500 (41,92) og 1000 meter (1:20,76) på skøjter. Hun kvalificerede sig med disse tider til World Cup’en 2011/12.

## Inline resultater
World inline cup Marathon Valencis Spanien 2011 3.plads
- EM 2010 Italien – 5.plads 10.000m point vej
- EM 2010 Italien – 7.plads 1000m sprint bane
- EM 2010 Italien – 5.plads 10.000m point bane
- Vinder af et Frence inline cup marathon 2009
- Samlede 7. plads i 3Piste 2009
- 4.plads 2800m linje løb, vej i 3piste 2009
- 2.plads 500 meter sprint 2009 i Grenade, Frankrig
- VM 2008 Spanien- 13. plads point/udskillelse bane
- Sursee World inline cup 2008 -9.plads i sprinten
- Berlin halv marathon 2008- 3.plads
- Berlin Marathon 2007 – 9. plads
- VM 2006 Korea- 11.plads 500 meter sprint vej
- Samlede 2plads i Zandvoorde 2006, Belgiens støreste bane løb
- Vinder af Gera bane løb 2006, et af Tysklands størreste bane løb
- Vinder af German Blade Challenge 2005
- EM august 2005 Tyskland – 5.plads 500 meter sprint vej

## Rekorder på skøjter
Per november 2011 er hendes personlige rekordtider:
- 41,92 på 500 meter Dansk Rekord
- 1:20,76 på 1.000 meter Dansk Rekord
- 2:01,87 på 1.500 meter
- 4:16,42 på 3.000 meter
- 7:37,50 på 5.000 meter